# Aeroporto di Locarno
L'aeroporto cantonale di Locarno (IATA: ZJI o QYZ, ICAO: LSZL), anche detto aeroporto di Locarno-Magadino, è un aeroporto situato sul piano di Magadino, nell'exclave orientale del comune di Locarno, in Svizzera.

L'aeroporto è gestito dalla Repubblica e Cantone del Ticino, tramite l'Ufficio dell'aeroporto cantonale di Locarno, ed è considerato «il più importante tra i 44 aerodromi della Confederazione non aperti al regolare traffico di linea (più di 50 000 movimenti civili e militari annui, con il massimo storico di 80 000 raggiunto nel 1989)».

## Storia

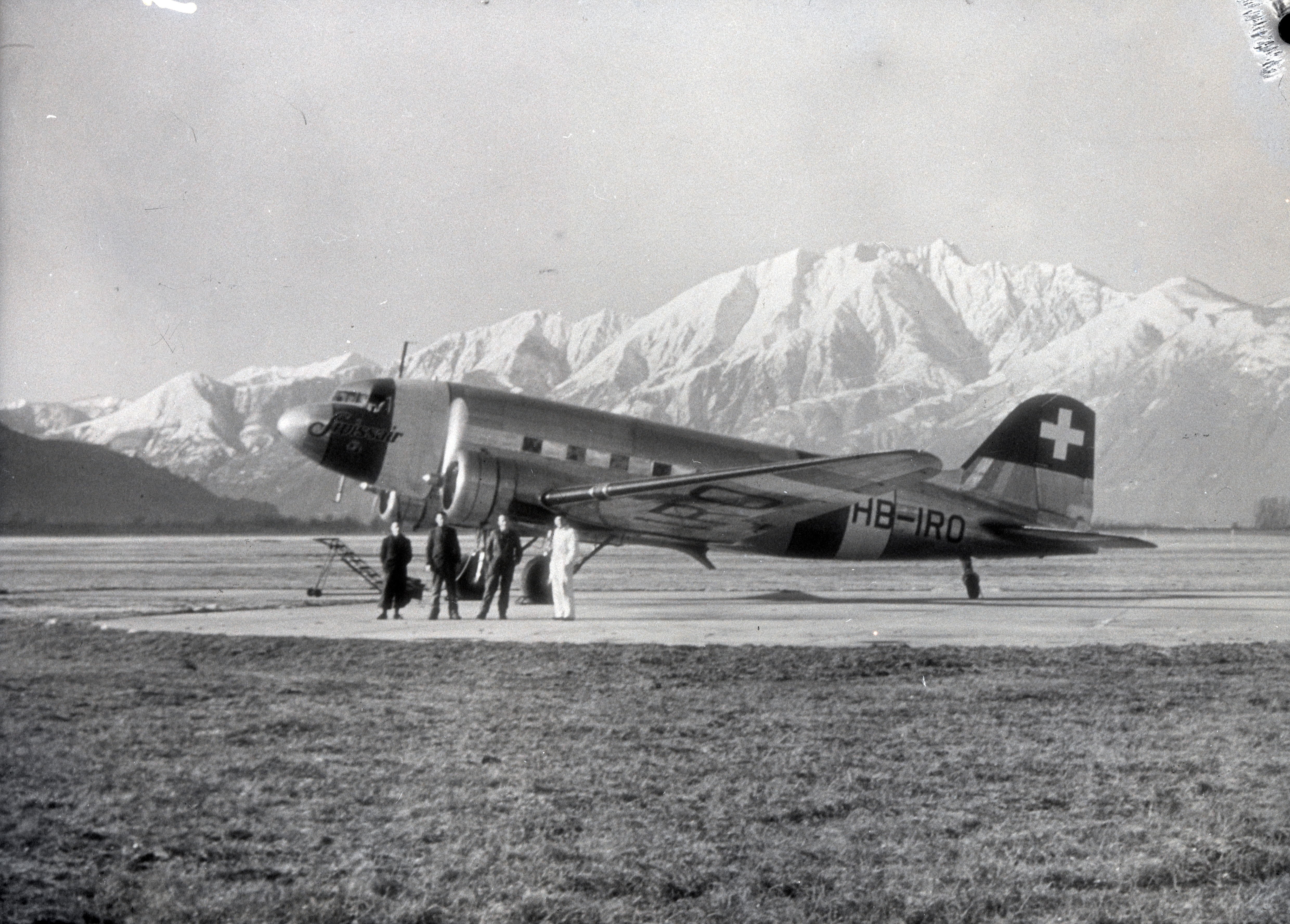
DC-3 della Swissair all'aeroporto di Locarno (1950).

Il 12 aprile 1912 arrivò in località Saleggi di Locarno il monomotore Caproni del ticinese Enrico Cobbioni che trasvolò il lago Maggiore in 42 minuti e 44 secondi in occasione delle prime "Giornate aviatorie" tenute in Ticino.
Nel 1934 il Consiglio di Stato ticinese approvò la costruzione di un aeroporto nell'allora comune di Giubiasco (poi assorbito da Bellinzona), ma l'ingegner Italo Marazza lottò per spostare l'ubicazione dell'aeroporto a Locarno, secondo lui in posizione più favorevole.
Il 25 gennaio 1935 nacque la sezione di Locarno dell'Aero Club Svizzero che, il 1º luglio dello stesso anno, inviò al Gran Consiglio Ticinese un memoriale con i dettagli del progetto per la costruzione dell'"Aeroporto Internazionale del Cantone Ticino" nel Piano di Magadino, nei pressi della Città di Locarno. La spesa totale per la costruzione era di 350'000 franchi, di cui 300'000 finziati dalla Confederazione e 50'000 dal Cantone. Il 25 marzo 1937 arrivò l'autorizzazione alla costruzione dell'aeroporto da parte della Confederazione, il 25 giugno venne fondata la società SA Aeroporto doganale di Locarno. L'aeroporto venne inaugurato il 24, 25 e 26 giugno 1939 con molte manifestazioni.

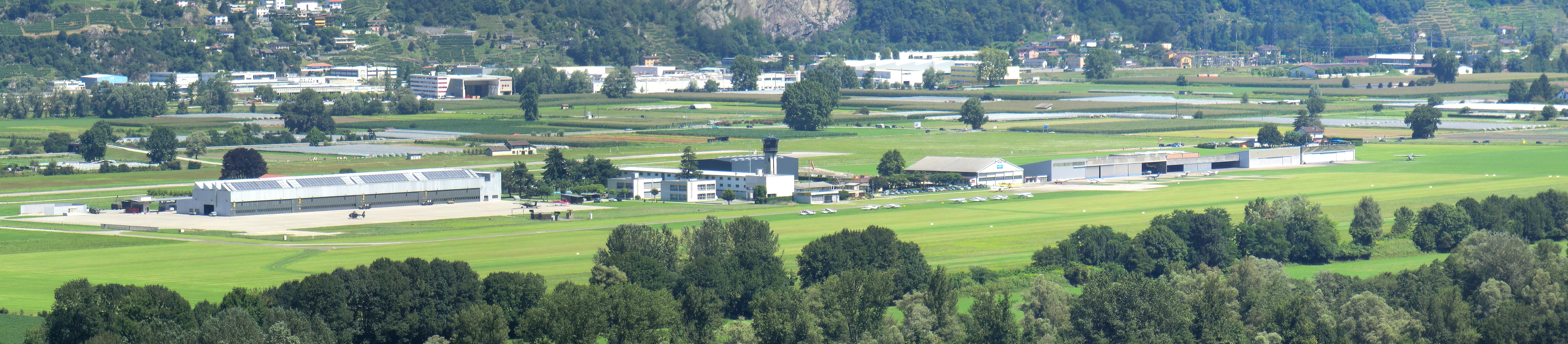
Panorama sull'infrastruttura aeroportuale (2011).

Nel 1940 con la Seconda guerra mondiale che coinvolgeva la Francia e la Germania nazista impedendo i voli verso nord, verso ovest e all'interno del Paese, la compagnia aerea nazionale svizzera Swissair spostò la sua sede e il suo personale nell'aeroporto locarnese e il 18 marzo avvenne il primo volo con scadenza giornaliera verso Roma, a cui si aggiunse a partire dal 1º aprile il volo verso Barcellona. Ma l'entrata in guerra dell'Italia il 10 giugno 1940 fermò tutti i voli fino alla fine delle ostilità nel 1945.
Nel 1955 l'aeroporto venne acquistato dal Cantone e nel 1969 venne ristrutturato, per un importo di 25 milioni di franchi, ad opera dell'ingegnere Augusto Rima.